# Roodvleugelzanger
De roodvleugelzanger (Drymocichla incana) is een zangvogel uit de familie Cisticolidae.

## Verspreiding en leefgebied
Deze soort komt voor van oostelijk Nigeria en Kameroen tot Zuid-Soedan en Oeganda.

## Status
De grootte van de populatie is niet gekwantificeerd maar de soort wordt omschreven als schaars tot zeldzaam. Op de Rode lijst van de IUCN heeft deze soort de status niet bedreigd.